# جيمس لاندس
جيمس ماكولي لاندس (25 سبتمبر 1899-30 يوليو 1964) أكاديمي أمريكي ومسؤول حكومي ومستشار قانوني. شغل منصب رئيس هيئة الأوراق المالية والبورصات الأمريكية من عام 1935 إلى عام 1937، وعيين مديرًا للعمليات الاقتصادية في الشرق الأوسط للولايات المتحدة (1943-1945).

## سيرة شخصية
ولد لاندس في طوكيو، اليابان لوالدين مبشرين. بعد الانتهاء من دراسته في أكاديمية ميرسسبيرغ في عام 1916، تخرج من جامعة برينستون وفي عام 1924 حصل على ماجستير في القانون من كلية هارفارد للحقوق وتتلمذ على القاضي فيليكس فرانكفورتر. في عام 1925 عمل كاتبًا قانونيًا لدى القاضي لويس برانديز في المحكمة العليا الأمريكية. عمل أستاذًا في كلية هارفارد للحقوق، حتى طلب للخدمة الحكومية أثناء الصفقة الجديدة.
عمل لاندس كعضو في لجنة التجارة الفيدرالية (1933-1934)، وعضوا في هيئة الأوراق المالية والبورصات الأمريكية (1934-1937) ورئيسًا للهيئة (1935-1937). أثناء عمله كعميد لكلية الحقوق بجامعة هارفارد من عام 1937 إلى عام 1946، عمل لاندس كمدير إقليمي لمكتب الولايات المتحدة للدفاع المدني (1941-1942) ثم مديرًا وطنيًا (1942-1943).
أرسله الرئيس فرانكلين روزفلت إلى مصر كمدير أمريكي للعمليات الاقتصادية في الشرق الأوسط (1943-1945). في عام 1946، عينه هاري إس ترومان رئيسًا لمجلس إدارة مجلس الطيران المدني، وشغل المنصب إلى العام التالي. وكان صديقًا لعائلة كينيدي لسنوات، وعمل مستشار قانوني لجوزيف كينيدي ومستشار خاص للرئيس جون كينيدي. في عام 1960، صاغ تقرير لاندس إلى الرئيس المنتخب كينيدي، وأعاد فحص اللجان التنظيمية الفيدرالية وأوصى بإصلاحات مثل تعزيز رؤساء الهيئات وتبسيط إجراءاتهم، واعتمدته إدارة كينيدي.
أهمل لاندس دفع ضرائب الدخل من 1956 إلى 1960. بعد أن ظهور الأمر سنة 1963، أقر بالذنب وحُكم عليه بالسجن لمدة شهر. بسبب المرض، أمضى الشهر في المستشفى. بعد أقل من عام على عودته إلى المنزل، أصيب بنوبة قلبية وغرق في حمام السباحة الخاص به.

## أعماله
- «أعمال المحكمة العليا»، بقلم جيمس إم. لانديس وفيليكس فرانكفورتر، (نيويورك، ١٩٢٨).
- «العملية الإدارية»، بقلم جيمس إم لانديس (نيو هافن، 1938).

## أنظر أيضا
- قائمة كتبة القانون في المحكمة العليا للولايات المتحدة (المقعد 4)

## روابط خارجية
- صعود وسقوط رائد SEC جيمس لانديس (قصة صوتية من NPR)
- www.law.harvard.edu/news/spotlight/classroom/related/hls-deans.html
- Newspaper clippings about James M. Landis